# Об'єкти промислової революції періоду Мейдзі
Об'єкти промислової революції періоду Мейдзі: чорна металургія, виробництво сталі, кораблебудування та вугільна промисловість (яп. 明治日本の産業革命遺産 製鉄・鉄鋼、造船、石炭産業, Meiji nihon no sangyoukakumeiisan seitetsu tekkou, zousen sekitansangyou) — група об'єктів Світової спадщини ЮНЕСКО, що складається з 8 історичних місць, які відіграли важливу роль в індустріалізації Японії в часи Бакумацу та період Мейдзі. Ці пам'ятки є частиною промислової спадщини країни. 2009 року вони увійшли в попередній список Світової спадщини, а 2015 року, під час 39-ї сесії комітету Світової спадщини ЮНЕСКО, офіційно були зараховані до списку Світової спадщини ЮНЕСКО.
Загалом до списку Світової спадщини потрапили 8 об'єктів промислової революції Мейдзі та 30 їхніх окремих компонентів: